# Buxheimer Orgelbuch

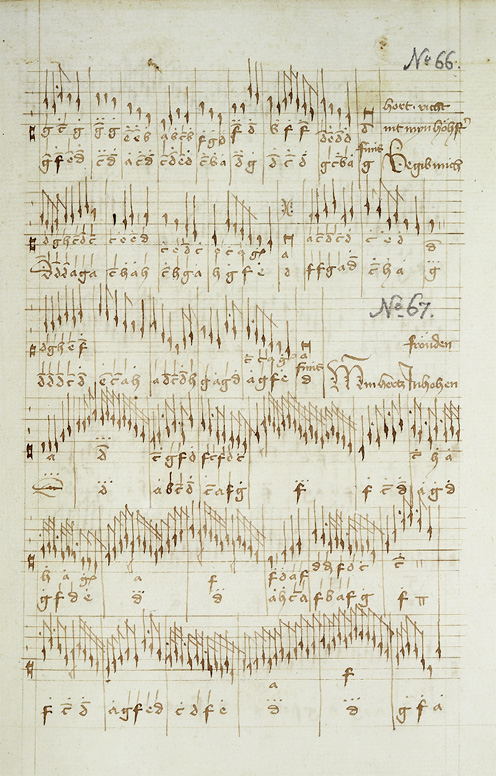
Folio 169 (recto) uit het Buxheimer Orgelbuch.

Het Buxheimer Orgelbuch is een codex met klaviermuziek uit de vroege renaissance. Het handschrift is vernoemd naar de Abdij Buxheim in Beieren, waar het in de negentiende eeuw door de muziekwetenschap werd ontdekt. In 1883 werd het handschrift aangekocht door de Bayerische Staatsbibliothek, waar het zich nog steeds bevindt. Het merendeel van de inhoud bestaat uit bewerkingen van vocale muziek. Het handschrift is van grote betekenis voor het onderzoek naar de praktijk van de vroege klaviermuziek.

## Inhoud en vorm
In het Buxheimer Orgelbuch staan in totaal 256 stukken. De stukken zijn over het algemeen kort; niettemin neemt een volledige uitvoering diverse uren in beslag. Het grootste deel bestaat uit bewerkingen van wereldlijke chansons, volksliederen en dansen alsook geestelijke stukken. Niet zelden staan er meerdere bewerkingen van het zelfde stuk achter elkaar in. Een klein deel bestaat uit oorspronkelijke klavierwerken: een stuk of dertig praeambula (preludes) en het Fundamentum organisandi van Conrad Paumann.
De notatie van de muziek is vrij bijzonder: de partij van de linkerhand is genoteerd op een balk van zeven lijnen, terwijl de begeleiding in letters is genoteerd (tabulatuur). Deze begeleiding bestaat meestal uit twee stemmen; de organist heeft de keuze om het pedaal te gebruiken, maar de twee partijen zijn zeker ook met de linkerhand alleen te spelen.
Deze notatie laat zich duidelijk verklaren uit het karakter van de muziek. Over het algemeen is de rechterhand zeer rijk versierd; de melodie verloopt vaak in korte notenwaarden (zie afbeelding). De begeleiding is daarentegen erg eenvoudig; echte polyfonie is schaars. In de preludes komen ook akkoorden voor, waarbij de rechterhand niet zulk druk passagewerk te spelen heeft.

## Auteur en datering
De ouderdom van het handschrift wordt geschat op het derde kwart van de vijftiende eeuw. De diverse chansons die erin staan bieden een bruikbare terminus post quem, omdat van vele ook het origineel kennen.
Zoals de meeste middeleeuwse handschriften is het Buxheimer Orgelbuch anoniem. Omdat het in Zuid-Duitsland is ontstaan, en omdat het Fundamentum van Paumann erin voorkomt, is het wel aan hem toegeschreven. Bij gebrek aan verdere gegevens is deze veronderstelling echter niet meer dan speculatie. Het lijkt wel waarschijnlijk dat het handschrift in zijn omgeving ontstaan is.
Van de chansons zijn diverse auteurs wel bekend. Zo staan er bewerkingen in van John Dunstable, Guillaume Dufay, Gilles Binchois en Walter Frye - componisten die merendeels enkele decennia vóór het ontstaan van het handschrift actief waren. In lijn met de tijdgeest is er relatief veel Engelse muziek te vinden.

## Doel en betekenis
Het Buxheimer Orgelbuch werd waarschijnlijk met een didactisch doel opgeschreven. Muziekwetenschappers vermoeden dat instrumentalisten in deze tijd vooral improviseerden. De minutieus uitgeschreven rechterhand van dit handschrift doet vermoeden dat de schrijver zijn leerlingen de praktijk van het improviseren bij wilde brengen.
Enerzijds moet het belang van dit handschrift niet overschat worden. Klaviermuziek stond in de vroege renaissance nog in laag aanzien; vocale muziek werd veel belangrijker gevonden. Anderzijds zijn de bronnen voor dit repertoire schaars (zeker vergeleken met de schat aan vocale handschriften die we over hebben) omdat de muziek meestal niet werd opgeschreven. In die zin is het boek van onschatbare waarde voor de kennis van de muziekpraktijk in die dagen. Bronnen van vergelijkbaar belang zijn de Codex Faënza, de Winzener Codex, de Oldenburger Tabulatuur en de tabulatuur van Adam Ileborgh. Al deze handschriften zijn ouder, maar ook korter dan het Buxheimer Orgelbuch.
Verder is het handschrift van belang omdat het bewerkingen van volksliederen bevat die anders niet bewaard zijn gebleven.

## Opnames
Verschillende organisten hebben aanzienlijke delen van het Buxheimer Orgelbuch opgenomen. In de regel gebeurt dat op een renaissanceorgel, een type orgel waarvan er maar zeer weinig in de wereld over zijn.
- Roland Götz voor FSM (1996)
- Joseph Kelemen voor Oehms (2010; orgels van de Andreaskirche in Oströnnen en de Hofkirche in Innsbruck)
- Fine Krakamp voor Christophorus (1980; 1 lp, later op cd uitgebracht; gespeeld op portatief)
- Joseph Payne voor Naxos (1995; ruime selectie op 3 cd's; drie verschillende orgels)

Diverse andere organisten hebben één of enkele losse stukken opgenomen. Stukken uit het boek worden ook weleens gespeeld door ensembles, meestal in combinatie met muziek uit andere bronnen.